# Abramo
Abramo é um município da La Pampa, na Argentina.